# Valeri Popovitch
Valeri Popovitch (Nizhni Nóvgorod, Distrito Federal del Volga, Unión Soviética; 18 de mayo de 1970) es un exfutbolista ruso nacionalizado finlandés que se desempeñaba como delantero.  Es padre del también futbolista Anton Popovitch.

## Trayectoria

### TPV Tampere
En el verano de 1992 se da su llegada a Finlandia con el TPV Tampere.

## Selección nacional

### Categorías inferiores
Disputó partidos para la selecciones sub-17, sub-19, sub-20 y sub-21 de la Unión Soviética. Fue convocado para el Copa Mundial de Fútbol Sub-20 de 1989 representado a la Unión Soviética.

### Participaciones en fases finales
| Torneo            | Categoría | Sede           | Resultado        | Partidos | Goles |
| ----------------- | --------- | -------------- | ---------------- | -------- | ----- |
| Copa Mundial 1989 | Sub-20    | Arabia Saudita | Cuartos de final | 4        | 0     |

## Estadísticas
| Club | Div.          | Temporada     | Liga (1) | Liga (1) | Liga (1) | Copas (2) | Copas (2) | Copas (2) | Internacional (3) | Internacional (3) | Internacional (3) | Total (4) | Total (4) | Total (4) | Media goleadora |
| Club | Div.          | Temporada     | Part.    | Goles    | Asist.   | Part.     | Goles     | Asist.    | Part.             | Goles             | Asist.            | Part.     | Goles     | Asist.    | Media goleadora |
| --- | ------------- | ------------- | -------- | -------- | -------- | --------- | --------- | --------- | ----------------- | ----------------- | ----------------- | --------- | --------- | --------- | --------------- |
| FC Spartak de Moscú · Rusia | 1.ª           | 1990          | 4        | 0        | 0        | -         | -         | -         | 2                 | 0                 | 0                 | 6         | 0         | 0         | 0               |
| FC Spartak de Moscú · Rusia | 1.ª           | 1991          | 6        | 0        | 0        | -         | -         | -         | 2                 | 0                 | 0                 | 8         | 0         | 0         | 0               |
| FC Spartak de Moscú · Rusia | Total club    | Total club    | 10       | 0        | 0        | 0         | 0         | 0         | 4                 | 0                 | 0                 | 14        | 0         | 0         | 0               |
| TPV Tampere · Finlandia | 2.ª           | 1992          | 22       | 16       | 0        | -         | -         | -         | -                 | -                 | -                 | 22        | 16        | 0         | 0.73            |
| TPV Tampere · Finlandia | 1.ª           | 1993          | 26       | 9        | 0        | -         | -         | -         | -                 | -                 | -                 | 26        | 9         | 0         | 0.35            |
| TPV Tampere · Finlandia | Total club    | Total club    | 48       | 25       | 0        | 0         | 0         | 0         | 0                 | 0                 | 0                 | 48        | 25        | 0         | 0.52            |
| FC Ilves · Finlandia | 1.ª           | 1994          | 12       | 3        | 0        | -         | -         | -         | -                 | -                 | -                 | 12        | 3         | 0         | 0.25            |
| FC Ilves · Finlandia | Total club    | Total club    | 12       | 3        | 0        | 0         | 0         | 0         | 0                 | 0                 | 0                 | 12        | 3         | 0         | 0.25            |
| FC Haka · Finlandia | 1.ª           | 1994          | 11       | 5        | 0        | -         | -         | -         | -                 | -                 | -                 | 11        | 5         | 0         | 0.45            |
| FC Haka · Finlandia | 1.ª           | 1995          | 24       | 21       | 0        | -         | -         | -         | -                 | -                 | -                 | 24        | 21        | 0         | 0.88            |
| FC Haka · Finlandia | 1.ª           | 1996          | 26       | 12       | 0        | -         | -         | -         | 2                 | 1                 | 0                 | 28        | 13        | 0         | 0.46            |
| FC Haka · Finlandia | 1.ª           | 1998          | 27       | 10       | 0        | -         | -         | -         | 4                 | 1                 | 0                 | 31        | 11        | 0         | 0.35            |
| FC Haka · Finlandia | 1.ª           | 1999          | 29       | 23       | 0        | -         | -         | -         | 4                 | 2                 | 0                 | 33        | 25        | 0         | 0.76            |
| FC Haka · Finlandia | 1.ª           | 2000          | 19       | 13       | 0        | -         | -         | -         | -                 | -                 | -                 | 19        | 13        | 0         | 0.68            |
| FC Haka · Finlandia | 1.ª           | 2001          | 29       | 8        | 0        | -         | -         | -         | 3                 | 0                 | 1                 | 32        | 8         | 1         | 0.25            |
| FC Haka · Finlandia | 1.ª           | 2002          | 29       | 17       | 0        | -         | -         | -         | 2                 | 0                 | 0                 | 31        | 17        | 0         | 0.55            |
| FC Haka · Finlandia | 1.ª           | 2003          | 26       | 11       | 0        | -         | -         | -         | -                 | -                 | -                 | 26        | 11        | 0         | 0.42            |
| FC Haka · Finlandia | 1.ª           | 2004          | 26       | 10       | 0        | -         | -         | -         | 4                 | 1                 | 0                 | 30        | 11        | 0         | 0.37            |
| FC Haka · Finlandia | 1.ª           | 2005          | 26       | 9        | 0        | -         | -         | -         | 3                 | 0                 | 0                 | 29        | 9         | 0         | 0.31            |
| FC Haka · Finlandia | 1.ª           | 2006          | 24       | 6        | 0        | -         | -         | -         | -                 | -                 | -                 | 24        | 6         | 0         | 0.25            |
| FC Haka · Finlandia | 1.ª           | 2007          | 21       | 5        | 8        | -         | -         | -         | 2                 | 1                 | 0                 | 23        | 6         | 8         | 0.26            |
| FC Haka · Finlandia | 1.ª           | 2008          | 23       | 1        | 4        | 1         | 1         | 0         | 3                 | 1                 | 0                 | 27        | 3         | 4         | 0.11            |
| FC Haka · Finlandia | Total club    | Total club    | 340      | 151      | 12       | 1         | 1         | 0         | 27                | 7                 | 1                 | 368       | 159       | 13        | 0.43            |
| Heerenveen · Países Bajos | 1.ª           | 1999-00       | 19       | 6        | 1        | -         | -         | -         | -                 | -                 | -                 | 19        | 6         | 1         | 0.32            |
| Heerenveen · Países Bajos | Total club    | Total club    | 19       | 6        | 1        | 0         | 0         | 0         | 0                 | 0                 | 0                 | 19        | 6         | 1         | 0.32            |
| HJK Helsinki · Finlandia | 1.ª           | 2009          | 17       | 3        | 0        | 10        | 0         | 0         | 2                 | 0                 | 0                 | 29        | 3         | 0         | 0.1             |
| HJK Helsinki · Finlandia | Total club    | Total club    | 17       | 3        | 0        | 10        | 0         | 0         | 2                 | 0                 | 0                 | 29        | 3         | 0         | 0.1             |
| Total carrera | Total carrera | Total carrera | 446      | 188      | 13       | 11        | 1         | 0         | 33                | 7                 | 1                 | 490       | 196       | 14        | 0.4             |
| (1) Resaltados los goles que le proclamaron máximo goleador del campeonato. (2) Incluye datos de la Copa de la Liga de Finlandia; Copa de Finlandia. (3) Incluye datos de la Copa de la UEFA / Liga Europa de la UEFA; Recopa de Europa de la UEFA; Liga de Campeones de la UEFA; Copa Intertoto de la UEFA. (4) No incluye goles en partidos amistosos. |               |               |          |          |          |           |           |           |                   |                   |                   |           |           |           |                 |

### Hat-tricks
| 1 | 3 de junio de 1993    | Estadio Tammela, Tampere    | TPV Tampere - FC Ilves Tampere | Gol · Gol · Gol | 3-2 | Veikkausliiga |
| 2 | 21 de agosto de 1999  | Tehtaan kenttä, Valkeakoski | FC Haka - TPS Turku            | Gol · Gol · Gol | 5-2 | Veikkausliiga |
| 3 | 26 de agosto del 2000 | Tehtaan kenttä, Valkeakoski | FC Haka - MYPA                 | Gol · Gol · Gol | 5-2 | Veikkausliiga |
| 4 | 6 de octubre de 2002  | Estadio de Lahti, Lahti     | FC Lahti - FC Haka             | Gol · Gol · Gol | 0-4 | Veikkausliiga |
| 5 | 4 de agosto de 2004   | Tehtaan kenttä, Valkeakoski | FC Haka - FC Inter Turku       | Gol · Gol · Gol | 4-0 | Veikkausliiga |

## Palmarés

### Campeonatos nacionales
| Título            | Club         | País      | Año  |
| ----------------- | ------------ | --------- | ---- |
| Veikkausliiga     | FC Haka      | Finlandia | 1995 |
| Copa de Finlandia | FC Haka      | Finlandia | 1997 |
| Veikkausliiga     | FC Haka      | Finlandia | 1998 |
| Veikkausliiga     | FC Haka      | Finlandia | 1999 |
| Veikkausliiga     | FC Haka      | Finlandia | 2000 |
| Copa de Finlandia | FC Haka      | Finlandia | 2002 |
| Veikkausliiga     | FC Haka      | Finlandia | 2004 |
| Copa de Finlandia | FC Haka      | Finlandia | 2005 |
| Veikkausliiga     | HJK Helsinki | Finlandia | 2009 |

| Título                    | Club            | País           | Año  |
| ------------------------- | --------------- | -------------- | ---- |
| Campeonato Europeo Sub-19 | Unión Soviética | Checoslovaquia | 1988 |

## Distinciones individuales
| Distinción                                      | Año         |
| ----------------------------------------------- | ----------- |
| Goleador de la Ykkönen (16 goles)               | 1992        |
| Goleador de la Veikkausliiga (21 goles)         | 1995        |
| Goleador de la Veikkausliiga (23 goles)         | 1999        |
| Máximo goleador de la Veikkausliiga (166 goles) | Actualmente |
| Máximo goleador del FC Haka (159 goles)         | Actualmente |